# Batalla d'Okehazama
La batalla d'Okehazama (En japonès: 桶狭間の戦い Okehazama-no-tatakai) va ocórrer al maig de 1560. En aquesta batalla, Oda Nobunaga va vèncer Imagawa Yoshimoto, i es va establir com un dels dàimios més importants del període Sengoku. A més, aquesta batalla va ser la primera d'una sèrie de campanyes reeixides de conquesta militar de Nobunaga al Japó.

## Antecedents
El 12 de maig de 1560, Imagawa Yoshimoto, amb un exèrcit de 25.000 homes, va marxar des de Sunpu (Shizuoka) cap a Kyoto. Després d'entrar als territoris del clan Oda a la província de Owari, va prendre les fortaleses frontereres de Washizu i Marune abans d'acampar en un congost boscós conegut com a Dengaku-hazama. Tot això va ser reportat a Nobunaga Oda pels seus exploradors, i aquest va dirigir al seu exèrcit a posicionar-se en un temple anomenat Zenshōji.
Si Oda hagués decidit un atac frontal, segurament hauria perdut la batalla, car el seu exèrcit era superat en nombre en una relació de deu a un pel de Imagawa. D'altra banda, defensar Zenshōji atrinxerat no era pràctic, car no podrien aguantar més que uns pocs dies. Amb aquesta situació, Oda va decidir un atac sorpresa al campament de Imagawa.

## Desenvolupament de la batalla
Nobunaga va deixar un petit grup de soldats al temple com a cimbell, per a cridar l'atenció de l'exèrcit enemic i distreure'l de la seva força principal, composta d'uns 3.000 homes, que s'estava movent cap al seu campament de forma tortuosa a través dels pujols boscosos.
L'exèrcit de Imagawa no esperava un atac, i no estaven especialment alerta gràcies a la increïble calor que estava fent en aquest moment. La possibilitat que detectessin l'aproximació de les forces d'Oda es va esvair àdhuc més pel sobtat xàfec i tronada que van caure mentre els atacants feien els seus últims moviments cap al campament.
Quan el temporal va passar, els homes d'Oda van entrar a munts al campament des del Nord, i els soldats de Imagawa, presos completament per sorpresa, van fugir en desordre. Al fer-ho, van deixar la tenda del comandant indefensa, mentre els soldats d'Oda s'acostaven més cap a ella. Yoshimoto Imagawa, ignorant de l'ocorregut, va escoltar el soroll i va sortir de la seva tenda cridant als seus homes que mantinguin el comportament (doncs creia que estaven ebris) i regressessin als seus llocs. Quan es va adonar, moments més tard, que els samurais davant d'ell no eren els seus, va ser massa tard: va esquivar l'atac de llança d'un samurai, Hattori Koheita, però va ser decapitat per Mori Shinsuke. La batalla tot just va durar dues hores.

## Resultat
Amb el seu líder mort, i amb només dos dels seus oficials superiors vius, els oficials de Imagawa van desertar per a unir-se a altres forces, i en poc temps la facció Imagawa va ser destruïda. La victòria de Nobunaga Oda va ser considerada miraculosa, i va provar ser el primer pas cap al seu somni d'unificar Japó. Un dels oficials que van desertar de la facció Imagawa va ser Motoyasu Matsudaira (qui més tard seria conegut com a Tokugawa Ieyasu) de la província de Mikawa, juntament amb Tadakatsu Honda. Matsudaira va formar la seva pròpia facció en Mikawa, i més tard es convertiria en aliat de Nobunaga Oda, i l'últim dels Grans Unificadors.